# Marcelino Maneja
Marcelino Maneja Granell, en idioma catalán:Marcel·lí Maneja i Granell (nacido el 5 de junio de 1921 en Hospitalet de Llobregat, Barcelona y fallecido el 12 de agosto de 2015) es un exjugador de baloncesto español.   

## Trayectoria
Maneja ingresó con 12 años en el Atlétic Basket Juniors de Hospitalet. Para la temporada 1942-43 ficha por el Español, equipo en el que juega un año hasta que ficha por el Círculo Católico de Hospitalet, donde estaría 3 años, después vendría el el Joventut, equipo en el que juega durante 7 años y en el que realiza su mejor baloncesto, coincidiendo con una de las etapas doradas de la Penya, en la que eran conocidos como el Huracán Verde, por el estilo de juego rápido e imparable que realizaban y en la que fueron capaces de plantar cara al Real Madrid en varias ediciones de la copa. En 1953, con 33 años de edad se retira de la práctica activa del baloncesto después de una lesión de menisco.